# Jean-Baptiste Defoulenay
Jean-Baptiste Defoulenay, né le 23 décembre 1817 à Cérilly (Allier) et mort le 23 septembre 1908 à Cérilly, est un homme politique français.

## Biographie
Fonctionnaire des contributions directes, il est maire de Cérilly entre 1871 et 1874, remplacé par un membre de l'Ordre moral puis entre 1888 et 1893 et conseiller général du canton de Cérilly de 1871 à 1886. Il est député de l'Allier de 1876 à 1881, siégeant au Centre gauche. Il est l'un des 363 qui refusent la confiance au gouvernement de Broglie, le 16 mai 1877. Il se retire en 1881 de la politique nationale.
Il est inhumé au cimetière de Cérilly (nouveau cimetière).

## Sources
- Ressource relative à la vie publique :   - Base Sycomore
- « Jean-Baptiste Defoulenay », dans Adolphe Robert et Gaston Cougny, Dictionnaire des parlementaires français, Edgar Bourloton, 1889-1891 [détail de l’édition]